# Pars plana

Coupe schématique de l'œil, avec la pars plana en 15b

La pars plana (aussi appelée orbiculus ciliaire du corps ciliaire) est la zone anatomique de l'œil qui correspond à la portion du corps ciliaire
située entre les procès ciliaires et l'ora serrata.
Cette zone est très peu vascularisée et se situe en avant de la rétine décollable.
C'est la zone qui est privilégiée pour pratiquer une sclérotomie, permettant
ainsi l'introduction d'instruments lors d'une vitrectomie.